# Pittsburgh Rens
I Pittsburgh Rens sono stati una franchigia di pallacanestro della American Basketball League (1961-1963) (ABL), con sede a Pittsburgh.

## Stagioni
| Stagione | Lega | Denominazione   | V  | P  | %    | Piazzamento | Play-off          |
| -------- | ---- | --------------- | -- | -- | ---- | ----------- | ----------------- |
| 1961-62  | ABL  | Pittsburgh Rens | 23 | 19 | 54,8 | 2º          | Turno preliminare |
| 1962-63  | ABL  | Pittsburgh Rens | 12 | 10 | 54,5 | 3º          | -                 |